# 相良忍軍
相良忍軍，活躍於日本戰國時代肥後國的忍者組織，以岩尾山為據點，為人吉藩大名相良氏效力。

## 歷史
由肥後相良家當主相良義陽組織的相良忍軍和流傳於家中的劍道流派體捨流有香火相傳的關係，其首領傳林坊賴慶正是體捨流之祖丸目長惠的弟子之一。體捨流之中，本就有忍術的傳承，丸目長惠也有留下與忍者對抗的逸話。而傳林坊賴慶據傳本是來自中國的浪人，曾經當過僧侶跟海賊，在相良義陽授意下，召集岩尾山的修驗者跟部分雑賀眾及根来眾的殘黨出仕相良家，組成相良忍軍。
據說相良忍軍這一派的體捨流傳承事由傳林坊賴慶起始，接著由永田儀左衛門是正、樅木伊左衛門定治、溝口十左衛門常賢、赤坂長太永治一路傳承。但在江戶時代中期一度斷絕，後由片岡源之丞喜正再興，因此這一派又稱為片岡體捨流。

## 關連項目
- 相良義陽
- 丸目長惠
- 人吉藩
- 忍者